# Ali Aydın (Fußballspieler)
Ali Aydın (* 2. Juni 1990 in Giresun) ist ein türkischer Fußballtorhüter.

## Karriere
Aydın begann ab 2005 für die Nachwuchsabteilung von Giresunspor zu spielen. Nachdem er hier keinen Profivertrag erhalten hatte, wechselte er im Sommer 2012 zum Fünftligisten und Amateurverein Öz Espiye Belediyespor und startete hier seine Karriere im Männerfußballbereich.
Im Sommer 2013 verpflichtete ihn sein alter Verein Giresunspor und stattete ihn dieses Mal mit einem Profivertrag aus. Die Saison 2013/14 blieb er als 3. Torhüter im Mannschaftskader zwar ohne Pflichtspieleinsatz, jedoch beendete er sie mit seiner Mannschaft als Meister der TFF 2. Lig und stieg mit ihr in die TFF 1. Lig auf. In der Saison 2014/15 gab er in der Pokalpartie vom 4. Februar 2015 gegen Cizrespor sein Profidebüt. Im Mai 2015 debütierte er dann auch in der 1. Lig.

## Erfolge
Mit Giresunspor
- Meister der TFF 2. Lig und Aufstieg in die TFF 1. Lig: 2013/14 (Ohne Einsatz)